# Сегедин
Сегедин (мађ. Szeged слушајⓘ,   или , лат. Partiscum) град је у јужној Мађарској на ушћу реке Мориш у Тису. Представља регионални центар југоисточног дела земље и главни град жупаније Чонград-Чанад.

## Називи
Мађарски назив за град је Szeged. Постоје две легенде о пореклу назива овог града. На основу једне, град је добио име по мађарској речи за угао szög, пошто Тиса пролазећи кроз град прави окуку, тј. „угао”. Друго објашњење је да име потиче од мађарске речи за острво, односно sziget.
Град се слично изговара и на многим језицима држава суседа Мађарској. Тако се на бугарском језику град зове Сегет, на румунском — Seghedin, на немачком — Szegedin или Segedin, а истоветни овом називу су називи на хрватском, словачком и турском — Segedin. Назив је потпуно различит на латинском језику — Partiscum, што је назив римске насеобине на месту данашњег града.

## Географија
Сегедин се налази близу јужне границе Мађарске, у средишњем делу Панонске низије. Град се развио на раскрсници путева, нарочито водених, јер је веома близу ушћа реке Мориш у реку Тису. Данас се град пружа на обе обале Тисе и представља највећи град на овој европској реци. Град је у Мађарској познат и по великој осунчаности у току године.

## Историја
Сегедин и његова околина били су насељени још у античко време. Птолемеј је поменуо најстарије насеље на овом подручју, Partiscum. Могуће је и да је Атила Бич Божји, вођа Хуна, имао седиште негде на овом подручју. Назив Szeged први пут се помиње 1183. године у повељи краља Беле III.
Током инвазије Монгола у 13. веку град је разрушен и његови становници су избегли у оближња мочваришта, али су се ускоро вратили и васпоставили насеље. У 14. веку, током владавине Лајоша I Анжујског, постаје најважнији град јужне Угарске и напредује. Због тога га краљ Жигмунд Луксембуршки окружује зидинама. 15. августа, 1444. у овом граду је склопљен Сегедински мир између Угарске, Српске и Османског царства којим је обновљена Српска деспотовина.
Коначно, Сегедин добија статус слободног краљевског града 1498. године.
Турци су до Сегедина први пут доспели 28. септембра 1526. године, да би га освојили 1543. Тада Сегедин постаје средиште санџака у јужној Угарској. За овај период везана је једна важна особеност — доспеће паприке са Оријента. Век касније производна паприке већ се одомаћила.
Град је ослобођен турске власти 23. октобра 1686. године, а 1715. године поново је добио статус слободног краљевског града. Хабзбуршки владар Карло III подарио је Сегедину грб, који је и данас важећи. Брзина развоја града током следећих година била је велика. Већ 1721. године отворена је гимназија. Током овог периода (прва половина 18. века) половину градског становништва чинили су Срби.
Током револуције 1848/49. године у Сегедину су се десили важни догађаји. Лајош Кошут је овде одржао свој познати говор. Сегедин је био последње седиште револуционарне владе у јулу 1849. Хабзбуршки владари казнили су град и одузели су му статус слободног краљевског града, који је град повратио 1860. године, после пада Метерниха. Град је наставио да се привредно развија — 1854. године дошла је прва железница, а 1869. отворена је претеча познате фабрике салама Pick.
Година 1879. била је важна прекретница у развоју Сегедина. Те године десила се велика поплава, која је збрисала град (95 % зграда било је уништено). Владар Франц Јозеф I посетио је град после ове несреће и обећао да ће „Сегедин бити много лепши него што је био пре”. И обећање је одржано; Следећих година савремени град се подигао из рушевина, са бројним палатама и булеварима.
После Првог светског рата велики делови јужне краљевине Угарске припали су данашњој Румунији и Србији. Сегедин је постао погранични град на југу новоосноване Мађарске, а његово зависно подручје је преполовљено. Значај града је тиме опао, али се град постепено опоравио. Једну од важних улога у опоравку одиграло је премештање неких важних установа у Сегедин — Универзитета из Коложвара (данас румунски град Клуж-Напока), 1921, као и премештање римокатоличког бискупског седишта из Темишвара 1923. године.
Сегедин је страдао током Другог светског рата, изгубио је 6000 становника, махом Јевреја. Совјетске снаге ушле су у град крајем 1944. године. Следећих деценија, током комунистичке владавине, град је постао средиште лаке и прехрамбене индустрије. 1962. године Сегедин је постао средиште Чонградске жупаније. 1965. године у околини је пронађена нафта — данас околина Сегедина даје 67 % нафте на нивоу државе. Град се и бројчано и површински ширио. Пошто се новим насељима приближио предграђима, она су укључена под градску управу 1973. године. Тиме је у град укључено 5 некадашњих насеља, између њих и Сириг са бројном српском мањином.
Данас је Сегедин четврти по величини град у Мађарској, важно школско средиште и незаобилазно туристичко одредиште. Једна од главних градских атракција је опера на отвореном која се дешава сваког лета од 1931. године.

## Становништво
По процени из 2017. у граду је живело 161.137 становника.
| 1949.   | 1960.   | 1970.   | 1980.   | 1990.   | 2001.   | 2011.   | 2017.   |
| ------- | ------- | ------- | ------- | ------- | ------- | ------- | ------- |
| 104.867 | 117.515 | 145.312 | 164.437 | 169.930 | 168.273 | 168.048 | 161.137 |

Густина насељености је 582,9 ст./km² и релативно је ниска. Разлог овоме је постепено укључење приградских насеља у склоп градског управног подручја. Тако је у раздобљу између пописа 1960. и 1970. године број становника порастао чак за више од 50 %, док је у другим раздобљима раст био највише 10-15%. Град 1900. године има око 68.000 становника, а четрдесет година касније 92.000. Последњих деценија град по броју становника стагнира.
На основу истих података има 70.787 домаћинстава, а њихова густина је 252,05 по km².
Претежна вероисповест је римокатоличка.

## Школство
Град је у сфери образовања најпознатији по свом Универзитету, који се по академском рангирању светских универзитета 2014. године нашао на местима 401—500, а други је најбољи универзитет у земљи. Због добрих истраживачких резултата из биологије, УНЕСКО фондовима изграђен је месни Завод за биолошка истраживања.

## Привреда
У Сегедину 1844. године према огласу у новинама, помињу се Руска парна купатила (бањска). Жељезничка пруга између Сегедина и Темишвара изграђена је 1857. године. Три године раније 1854. допрла је жељезница са севера од Пеште до тог града, а целом дужином те пругом са обе стране засађени су дудови. Постојао је телеграфски саобраћај, и лађе су пловиле пуне терета и путника Тисом и Моришом. Године 1869. говорило се да фабрика у Новом Сегедину прави највеће, најјаче и најбоље лађе у целој Угарској. Сегедин је познат по прехрамбеној индустрији, највише по преради паприке. Градски специјалитети су Секељи гулаш и Пик салама.

## Срби у Сегедину
Срби се у Сегедину први пут спомињу за време отоманске владавине. После Мохачке битке 1526. године српске војне трупе су се ујединила и кренуле из Тису да збаце свог деспота Стевана Берислава. Пошто их је Берислав изневерио изабрали су за вођу Јована Црног, и са њим на челу придружили се аустријском цару Фердинанду. Водио се грађански рат, а они су изабрали страну од које су очекивали да ће им дати „Српску Војводину”, у јужној Угарској. Цар Фердинанд им је помогао материјално и дао гарантно писмо да ће добити аутономну област и свог деспота — Јована Црног. У бици код Сегедина августа 1527. године погинуо је српски витез Климент Бакић, борећи се против сељачке војске „цара” Црног Јована. Запоља је са мађарском војском однео победу над Србима 1528. године. Тајанствени Јован Црни се повукао у Сегедин, где се склонио код богатог српског трговца Стевана Заке. Црни Јован имао је „црну” судбину, после пропасти српске визије. Иако је био скривен, пронашли су га сегедински Мађари и одсекли му главу.
Највиши успон Срби у Сегедину у доживљавају у првој половини 18. века на почетку владавине Хабзбурговаца. Тада је изграђена и Српска православна црква (1778), која се данас налази у најужем градском језгру, поред Сегединске катедрале.
У Сегедину је био Лицеј стари, чувен, један од најбољих у којем је увек било много Срба ученика, који су долазили са свих страна српства. Сећао се некадашњи ученик тог лицеја Илија Вучетић: Ову малену колонију Српску у Сегедину ми смо ђаци сасвим оживели, те су нас у све српске куће као своју децу примали, и приређивали смо ми њима у српској школи а они нама у својим кућама забаве и игранке. Сегедински Срби полазници Лицеја (Јован Суботић и другови) формирали су прво 1834. године удружење „Младо јединеније”, а касније, 15. октобра 1843. године никло је ново, много озбиљније и амбициозније „Друштво учећи се Србаља” у којем су предњачили Димитрије Хаџић и Лаза Поповић.

### Црква
Првобитна црква у Сегедину потиче из 16. века, и ту је било седиште епископа за „Бачку област”. Ту је крајем 17. века столовао православни епископ Ефтимије Дробњак. У граду су током 19. века постојале две српске православне цркве, једна у Паланци, а друга — Николајевска у горњем граду. Православна црква подигнута (завршена) 1778. године, посвећена Св. Николи или Николајевска. Николајевску цркву осликао је од јуна 1761. године иконописац Јован Поповић. Иста је 1835. године покривала црквени торањ бакром, од прилога грађана, међу којима је највише 500 ф. дао градоначелник Јован Петровић. Поп Јосиф Витковић (1720—1769) један је од старих сегединских православних свештеника. Претплатник једне педагошке књиге био је 1812. године сегедински парох поп Атанасије Влаховић. Прота Живановић купује књигу 1820. године, а поп Прокопије Радуловић парох сегедински који је и катихета „јуности” школске урадиће то 1820. и 1822. године. Године 1824. сегедински свештеници су поп Прока Радуловић и поп Димитриј Димитријевић. Дамјан Клановић је трговац и епитроп црквени, исте године.
По државном шематизму православног клира у Угарској 1846. године у Сегедину који припада Сегединском протопопијату, су две парохије са православне цркве, а православних житеља је 1023. Парохијско звање је основано и црквене матичне књиге воде се од 1730. и 1779. године. По српском извору из 1905. наводи се другачије: парохијско звање је основано 1778. године, а матице су из 19. века. Матица крштених од 1825, а остале од 1827. године. У парохији са храмом Св. Николе припадају као парохијске филијале села Рецке и Св. Петар. Док у парохију са храмом посвећеном Св. арханђелима Михаилу и Гаврилу, припадају имања Дорозма Мајш и Халаш. Парох сегединске Светониколајевске цркве поп Прокопије Радуловић, умро је 1825. године, а његов споменик је сада у порти сегединске цркве, у јужном храмовном зиду.
У Николајевском храму службују 1846. године парох Александар Вуковић (и 1847. администратор) и ђакон Димитрије Поповић, који је истовремено српски народни учитељ. Друга Арханђелска парохија је непопуњена, о њеним финансијама бригу води Јован Петровић. Раније, 1831. године Петар Јанковић је био у Арханђелској цркви парох администратор, а у Николајевској парох, поп Григорије Поповић. Године 1856. парох у цркви Св. Јована је поп Петар Петровић, а ту је и поп Јово Гвозденовић који ради и као учитељ, са трговцем Младеном Поповићем. Њих тројица су тада претплатници једне књиге преведене на српски језик. Епархијске власти су одобриле 1893. године оправку торња и портанске ограде код Николајевске цркве у Сегедину. Ђура Јеврић је 1891. године био сегедински парох. Из стечаја за место црквењака у Николајевској цркви 1892. и 1895. године, види се да је понуђена плата износила 240 ф. Расписан је 1897. године стечај за упражњено место пароха у Сегедину. Нови свештеник би поред годишње основне плате од 650 ф. има још берива, попут 60 ф. од легата Елефтерије и 4 ф. из легата Марије Фоти. Када је 1903. године умрла удова Емилија Савић рођена Павловић из Сегедина, оставила је месној црквеној општини 150.000 круна.

### Школа
Радила је 1740—1750 године српска школа у том граду. Помиње се рад српске школе и 1797. године. Јован Зарић и Мојсеј Мојсиловић су српски учитељи у Сегедину и купци српске књиге 1805. године. Сегедински српски народни учитељ Дамјан Аларгић учио је две године после 1805. малог Симу Милутиновића Сарајлију, будућег књижевника и професора. Пренумерант српске педагошке књиге био је 1812. године учитељ Григорије Ремецки. Самоило Илић провео је три године као учитељ у Сегедину, до 1818. године. Од 1831. године радио је пет година као народни учитељ у Сегедину, Арон Илијић. Школски тутор сегединске народне школе 1814. године је Теодор Стојковић. Петар Поповић месни учитељ је 1820. године скупљач претплате једне српске књиге.
Било је 1846. године пописано 39 школске деце, које је учио поменути ђакон Димитрије Поповић. Поповић је свој живот завршити у Сомбору, где је био парох и намесник Сомборски. Димитрије је рођен 1814. године у Вуковару, приватно се школовао да би прешао у трећи разред Карловачке гимназије. За време боравка у Карловцима становао је у „Благодејанију” (интернату) митрополита Стратимировића. Гимназију је завршио 1833. године као један од најбољих ученика и цензор млађих. Затим је прешао у тамошњу Богословију и 1836. године је завршио са одличним успехом. Одлази онда да од 1. октобра 1836. године буде српски учитељ у Сегедину. Док је био сегедински учитељ дошколовао се, слушајући предавања у месном Лицеју и затим 1839. године постао ђакон. Јавља се 1840. године као купац једне књиге о здрављу, у својству сегединског учитеља. Учитељ у Сегедину остаје до 1. октобра 1848. године. Парох сегедински до 1844. године био је поп Павле Стаматовић, а њих двојица су били „душа и покретна снага српског живља у Сегедину”. Прота Стаматовић је био велики интелектуални потенцијал, учинио је много на сваком пољу које га се тицало. Између осталог стизао је да буде кореспондент Одеског друштва за историју и старине (1844). Преко пута сегединске православне цркве налазила се српска народна школа посвећена Св. Сави Просветитељу(како је писало на мермерној плочи изнад улазних врата). У школској згради су недељом пре подне и црквене службе ђаци слушали веронауку од проте Стаматовића. А поподне ту су се око Стаматовића окупљали млади Срби гимназисти-филозофи (било их и по 60-70) са Лицеја и одржаване су седнице њиховог књижевног друштва. Један од најпознатијих Поповићевих ученика био је славни српски сликар Стева Тодоровић, чија је породица тамо живела. У школи је била смештена и њихова друштвена књижница. Млади Поповић је био изванредан учитељ, о којем су просветни директори писали лепе извештаје. Док се бавио у Сегедину, Поповић је радио и на књижевном пољу. Објавио је превод, тада популарне књиге „Освалд или Златотворно село”, а 1847. године и сегедински календар. Помагао је скупљањем претплате, ширењу српске књиге, изражено хиљадама примерака, нарочито Вукових. Вук Ст. Караџић је захвалан на његовом труду, и у једном од писама 1845. године му поручује: „Гледајте Ви те радите и од сада тако. Ви можете тамо у Сегедину учинити, што Срби до сада у овоме царству нигде нису били кадри учинити.” Поповић је поред нових куповао старе српске књиге, од пре нађених у српским породицама, за себе али и за гимназисте, којима их је јефтино уступао. По одласку пароха Стаматовића, изабрала га је општина Сегединска за пароха, али га виша духовна власт и поред много молби и жалби тамошњих Срба, није потврдила. Када је почела мађарска револуција, и у Сегедину је дошло до немира, и чак крвопролића због дивљања мађарских шовиниста. Ови су разуларени, октобра 1848. године „дивљачки напала” српске трговце, са намером да их повреде и опљачкају. Дошло је до злочина на тргу сегединском, где су на „најгрознији начин” убили су два најотменија Србина трговца, Јована Жеравицу и Субића. Поповић се одмах склонио у Сомбор, где је након грађанског рата 1849. године, рукоположен за свештеника од стране владике Платона Атанацковића, и постављен за пароха, у једној од упражњених сомборских парохија. Био је касније и професор Сомборске препарандије.
Петар Петровић наставник, се јавља од 1822. године као пренумерант српске књиге. Ђорђе Петровић из Сегедина је 1844. године завршио као најбољи учитељ-приправник Сомборску препарандију, и касније постао учитељ у Старом Бечеју. После 1846. године учитељ у Сегедину је био Илија Поповић, свршени препарант сомборски. По једном извештају о броју ученика у Сегедину, каже се да је 1859. године сам 17 српских ђака у граду. Умро је 1894. године стари сегедински учитељ Тома Јаникијевић у 81-ј години живота. Рођен је у Сегедину а у младости је учио Богословску школу у манастиру Хопову (1830—1840). До мађарске буне је био трговац и млађи црквени тутор у родном граду. Прешао је у Товаришево и следећих неколико година био тамошњи учитељ. Дозвољено му је да 1854. године положи учитељски испит, и да се врати у Сегедин где је постао учитељ, и то је био до свог краја. Августа сегедински учитељ Јован Гвозденовић је 1855. године сарађивао у новинском додатку „Светозору”, са својим песмама и страним причама, које је „посрбио” тј. превео. Претплатник „Школског листа” био је 1860. године сегедински учитељ Трифун Влашић. Када је 1894. године расписан стечај за упражњено место српског учитеља у Сегедину, нудило се најбољем кандидату: годишња плата износ 420 ф. од варошке општине, 200 ф. плате од црквене општине, 100 ф. за перовођење, 10 ф. из „Закладе Михаила Лефтера”, учитељски стан и 4 хвата меканих дрва, за грејање истог. Била је то у оно време врло примљива и поштена понуда, мало цењеним народним учитељима. 1894. године изабран је за сегединског учитеља Стеван Коларић, са службом у Куманима. До децембра 1894. године био је привремени учитељ у Сегедину Љубомир Милованов. Сегедински српски народни учитељ Јован Јанко Ђ. Ћосић био је и педагошки писац. Објавио је 1901. године књигу за ученике основне школе, под називом „Природопис” (животињство). А следеће 1902. године, издао је опет књигу са школском тематиком у Сегедину: „Биљешке из наставних предмета”. Године 1905. у насељу је једно школско здање грађено још 1797. године. Учитељ је тада Јован Јосић родом из Ђура, који служи у месту 10 година, сталан је и има декрет. Школске деце је било 150 а за забавиште 51. Стварно је пратило редовну наставу 58, а у недељну школу долазило 27 старијих ђака. Њих 18 ученика је ишло у туђе школе. Богата удовица Љубица Радишић (рођ. Јелчић) је 1894. године оставила тестаментом за добротворне и просветне циљеве у Сегедину 10.000 ф. Та заклада је требало да ступи у живот по њеном упокојењу.

### Културна хроника
Летопис живота и рада Срба у Сегедину је богат и интересантан. Јеромонах проигуман манастира Крушедола Леонтије Радојчић родио се крајем 17. века у Сегедину. Није се никад женио, после школовања код сегединског свештеника поп Благоја, пострижен је за калуђера 1720. године, а сместио се у манастирско братство 1727. године. Године 1725. писао је извесни Никола Калајтовић „хаднађ вароши грочанске” у Сегедину, писмо будимском таначу. На црквено-народном сабору у Карловцима 1726. године учествовали су заступници Срби са свих страна аустријске царевине. Из Сегедина су дошли: обркапетан сегедински Василије Николић, протопоп сегедински Баја и два сегединска свештеника, Аврам и Михат. Године 1741. у писму извесног Живана Капетановића из Сегедина, описује се свадба Сентандрејца Јанка Тукулије (предак Саве Текелије). Војничка граничарска команда у Сегедину је укинута 1741. године, када је укидана Потиско-поморишка граница. По том командом је било 15 војних места. Атанасије Живковић родом из Сегедина, постао је 1770. године епископ пакрачки и славонски. Он је пре тога најпре био парох и прота у Сегедину, па кад је постао удовац закалуђерио се у манастиру Ковиљу, да би преко егзарха бачког и владике будимског, стигао до Пакраца, где је као тамошњи владика столовао.
До мађарске буне Срби у Сегедину иако малобројни, предњаче у граду и жупанији. Стојковићеву књигу је купио 1801. године из Сегедина, само купец Јован Субић. Претплату за бечке „Новине сербске” скупљали су 1813. године у Сегедину, Аксентије Андрејевић и Гаврил Војновић. Књигу занимљивог наслова, која пише о опхођењу међу људима, купили су само угледни грађани једне породице, Жеравице сегединске, свих 10 егземплара — 1831. године. Тако је 1844. године констатовао један дописник српског листа, да има тек око 800 Срба грађана у великом граду Сегедину, који броји око 40.000 становника. Али Срби су тада држали десет важних јавних звања, међу којима и градоначелничко. У некрологу преминулом бившем сегединском учитељу Поповићу каже се следеће: „Малено, али имањем, положајем и интелигенцијом знатно друштво србско у Сегедину, било је одушевљено жаром љубави према имену и језику србском, срдачном оданошћу светој вери прадедовској и племенити народним поносом.” Ту су живели, наводи се, потомци старих племићких и трговачких породица српских: Дожићи, Белановићи, Ђаковићи, Петровићи, Лефтери, Радосављеви, Савићи, Лаушевићи, Живановићи, Жеравице, Рунићи, Сремчеви, Чаковци, Чаврговљеви, Дамјановићи, Фотије, Крестићи, Субићи, Хариши, Антоновићи, Јаникијевићи, Божићи и други „који су се у мору туђинства одржали као Срби и дичили србским именом и својом вером православном.” На челу тог родољубивог друштва налазио се тада парох књижевник Павле Стаматовић, којем је помагао учитељ Димитрије Поповић. Поповић је много пута био вредни скупљач претплате за српску књигу или часописе.
Године 1842. у Сегедину је „опшћество Св. Николајевско” (парохијани око те цркве) приредило четири бала, за све нације, где се скупљао хуманитарни прилог. Умро је маја 1844. године у Сегедину, велики српски родољубац Василије Стојшић „вицекапетан сегедински” у 41-ој години. Његову смрт су огласила звона две православне и четири католичке цркве, као и велико звоно на торњу варошке куле. Неколико дана касније, упокојио се још један знаменити сегедински Србин, адвокат Јован Петровић. Петровић је био градоначелник краљевске вароши Сегедина (од 1833), сенатор (од 1826), пуковник и управитељ грађанске (домобранске) војске (од 1843), те „присједатељ” Жупаније. Као градоначелник он је уредио велико градско централно шеталиште „Променаду”, на које су грађани нарочито били поносни, а завршено је и калдрмисање важних градских улица.
Петровић се 1841. године обавезао да ће док је жив годишње давати по 30 ф. у сиротињски фонд варошки. Године 1844. јуна месеца умро је Јован Петровић пуковник и градоначелник Сегедина. У Сегедину је 1808. године рођен адвокат Антоније Арнот Арновљанов (умро 1841), који се бавио књижевношћу и превођењем и између осталог 1833. године објавио књигу у Будиму, где је тада радио. Он је био и уредник „Српске новине” или „Магазин за художество, књижество и моду” 1838.1839 године. Последње две године живота је провео у Крагујевцу, где је предавао физику и немачки језик у тамошњем Лицеуму. У Сегедину се налазила државна Виша гимназија са осам разреда, коју је похађало много Срба. Они су ту организовали „Сегединску гимназијску омладину” са читаоницом, где су се дружили и културно деловали. Та „Читаоница младежи србске” је 1849. године купила једну књигу за свој фонд. Тако је 1862. и 1863. године у јануару то „Литерарно дрштво србске омладине у Сегедину”, држало јавне седнице пред публиком, са богатим културно-уметничким програмом, који је привукао пажњу и Мађара. Чланови Друштва за Српско народно позориште из Новог Сада били су 1866. године: Михаило Лефтер, Јован Сремац и месна Црквена општина. Данило Поповић ученик 7. разреда гимназије бо је 1867. године „књигообновитељ” „Слоге”. У Сегедину је пензионисани граничарски официр Александар Андрић 1847. године, издао „Зимзелен” српски календар. Претходно је 1845. године он ту објавио и преведену књигу о свилодејству (свиларству).
Претплатници српске књиге 1805. године у Сегедину су оба учитеља, затим Аркадије от Белан сегедински сенатор и још 13 купеца (трговаца). Читалац српске књиге (ћириличне) 1810. године био је поп Атанасије Влаховић парох. Из српске књиге 1831. године сазнајемо ко су били читаоци у Сегедину. Петар от Дожић је „вице касе прецептор”, Стефан Петровић „фишкал” (адвокат), а Константин Ружић код „краљевске судске табле” нотар. Ни 1837. године није другачије, дуг је списак сегединских књигољубаца: Павле Стаматовић парох, Стефан Петровић велики нотарош, Василије Радосав сирочадски отац, Василије веселиновић правдобранитељ, Михаил Лефтер правобранитељ, Јован Радишић процесни архивар, Михаил Савић „патвариста”, Јован Чврганов други тутор и један од учитеља. Купци књиге Вука Ст. Караџића српских народних песама 1862. године су „први људи” тог града: Стефан Петровић је „намесник велике жупаније Чонградске” и „краљевски комесар вароши Сегедина” (1842. је општински сенатор и комесар). Васа Веселиновић је у исто време „велики биров” вароши Сегедина (1842. је виценотар, а 1847. био подбележник), а Јован Сремац доктор филозофије и „велики бележник”. Адвокати су Ђорђе Нешковић и Ђорђе Чаковац. У Петрограду у Русији умро је 1864. године „руски државни саветник” Никола Павловић рођени Сегединац. На самрти је одредио да се сегединској цркви у „Паланци”, исплати 2000 холандских дуката. Сегединац Јосиф Мунтил који је тамо умро 1867. године, тестаментом је завештао Сомборској препарандији 200 ф. а у Сегедину, Св. Николајевској цркви леп део свог имања и заклади за сиромахе при тој цркви и варошкој болници у Сегедину. Године 1899. умро је у Сегедину др Јован Сремац адвокат у 73-ој години. Имао је велики углед и заузимао важна места у граду Сегедину: велики бележник варошки, велики капетан (1869), сенатор, подградоначелник, заклети тумач судбеног стола, дугогодишњи председник месне црквене-општине. др Милош Рајић је после 1870. године био судија код краљевске табле у Сегедину.
Међу најзнаменитије Србе у Сегедину, спада прота Павле Стаматовић (1805—1864) православни свештеник, књижевник, уредник и издавач, национални радник, који је први у Угарској организовао у тамошњој школи, прославу Св. Саве са певањем Светосавске химне, 1839. године.
Учени Срби Сегединци у 19. веку били су: Ђорђе Ђорђевић је 1838/1839. био као студент права у Пешти, три године смештену у Текелијануму. Кузман Влашић студент геометрије је две године био Текелијанац (од 1842), Стеван Илић студент филозофије па права, провео је шест година (од 1845) у том српском интернату у Пешти, Јосиф Соколовић гимназист-филозоф (од 1861), Јован Антоновић правник (од 1867)...
У Сегедину у другој половини 19. века основана је „Српска женска добротворна задруга”. Њен почетак се везује за скупљање прилога на кућној слави код црквеног добротвора Стевана Савића. То је једина српска установа по карактеру, поред српске цркве и школе. Број чланица те добротворне организације је био увек око 15.

### 20. век
По српском извору из 1905. године Сегедин је слободна краљевска варош, у којој живи 102.991 становник у 13.499 домова. Срба је тада било тек 526 а имали су 33 куће. Треба истаћи да је у Сегедину тада 275 православаца војника кадроваца. У месту од српских јавних здања налазе се православне црква и школа. У Сегедину је српска црквена општина уређена, скупштина је редовна, председник је Константин племенити Сабов. Црква Св. Николе је у добром стању, има парохијски стан, библиотека је са 553 књиге. Парохија је треће платежне класе, а парох поп Лазар Шевић родом из Мола, служи у месту 10 година. Има српско православно гробље, на којем је најстарији споменик из 1716. године. Земљишни посед је само 2 кј, под Закладом је још 14 кј, а парох прима дотацију из јерархијског фонда. У граду је 1905. године деловала „Српска женска задруга”, од 13 редовних чланица, са друштвеним капиталом од 12.712 к. Водиле су то пожртвовано коло дама: председница удова Емилија Сремац, деловођа Владислав Сремац и благајница удова Марија Јаникловић. Мушкарци Срби сегедински су били окупљени у „Сегединској српској православној црквеној певачкој дружини у Сегедину”. Имала је та „доброћудна” дружина 20 редовних и 50 помажућих чланова. На челу су били: председник Александар Бугарски, потпредседник Рувим Крстеканић, тајник Радивој Павковић, хоровођа Александар Ердељи, благајник Александар Јанковић.
Било је у Сегедину „српство” на издисају 1925. године, као и другде по Мађарској републици. Посетилац је тог лета навео да је од места са српским магистратом (1781), остало још 250 душа у 80 домова. То су махом грађани, занатлије и трговци који су окупљени у српској црквеној општини и воде бригу и издржавају православну цркву и одржавају три гробља. Црквена богослужења су била посећена, и то од стране старијих људи. Скупштинара је било 30 на броју, на које се ослањао један свештеник — парох млади поп Стеван Ђорђевић. Али то је богата црквена општина са иметком: модерна палата у граду са више станова за издавање, 6,5 јутара парохијске сесије, парохијски и школски дом, те 72 јутра оранице у Ђали, у склопу Легата Емилије и Ђорђа Павловића. Због тога парохијани не плаћају парохијал нити школу. Председник црквене општине трговац Радивој Павковић родом је из Суботице, води успешно модну трговину и члан је градског представништва, као угледна особа у Сегедину. Трговином модном бави се још Куручев, а има и 25 Срба занатлија. Са друге стране Српска вероисповедна школа постоји само на папиру. Зграда школе у црквеној порти је реквирирана од стране једног Јевреја, који неће да се исели. Има 40 ђака који међутим никаквих школских књига немају, јер власт не дозвољава да се увезу из југословенске краљевине. Учила се у свим државним школама веронаука на српском језику, „а узајамно” и српски језик и правопис. У месту је било активна Српска женска задруга, са председницом попадијом Наталијом Ђорђевић. Остаје као констатација у лето 1925. године: „Сегедин данас чува под земљом велики део наше славне историје и многе учеснике у њој.” У репортажи из 1937. се каже да су Срби сачували још само имена и веру а да деца уче веронауку на мађарском.

### Наше време
Данас у Сегедину има око 350 Срба, што представља значајну заједницу за српску мањину у Мађарској. Највећи број њих живи у крајње источном делу града, некадашњем селу Сириг, које 1973. године прикључено граду.
Најлепши споменик историје Срба у овом граду је српска православна црква освећена за преношење моштију Светог Николе подигнута од 1773. до 1781. године. Темпло је осликао прво Јован Поповић половином 19. века, а потом 1881. године и сликар Н. Ходин. У храму се чувају бројне иконе и сакрални предмети уметнички израђени, а део те збирке изложен је у Српској црквено-уметничкој и научној збирци (музеју) у Сентандреји.
Од пре неколико година на Сегединском Универзитету отворена је и катедра за српски језик.
Сегедин и Суботицу спаја добра прекогранична сарадња, чији је један од резултата пројекат заједничке туристичке понуде Сецесија у Суботици и Сегедину. Будући да су ова два града имала сличну историју и развој, тако је у оба почетком 20. века превладала јединствена китњаста архитектура, сецесија. Најзначајније грађевине стила сецесије су Градска кућа, Синагога и Рајхлова палата у Суботици и палате Reök,Ungar-Mayer,Deutsch у Сегедину.
Почетком 21. века у старом језгру града је барокна, српска православна црква посвећена Св. Николи. Подигнута је 1781. године, на месту претходне из 1732. године. Иконостас је са преградом у рококо стилу, а иконе је урадио 1861. године Јован Поповић. Торањ је позлатио будимски мајстор Михаило Соколовић. У зиду храма је уграђено пет камених споменика од црвеног мермера, заслужних Срба Сегединаца. Најстарији спомен је из 1716. године. Српско православно гробље је поред важног пута, уз католичко и реформаторско, а освештано крајем 19. века. Ограђено, са новом капијом али слабо одржавано. Од 296 старих споменика, половина има мађарске епитафе, што сведочи о мађаризацији рано почетој. Најстарији споменик из 1800. године, а велика породична гробница Хариш је у лошем стању. Некадашње гробље је било у центру града, па измештено.

## Туристичке атракције
| Градска кућа на Тргу Сечењи изграђена у нео-барокном стилу. Изградња је започела 1799. године, а архитекте су били Иштван Ведрес и Јанош Шворц. Унутрашњост зграде украшена је многим сликама које је техником уље на платну насликао Сигмунд Вајда. Градска кућа је „Мостом уздаха” повезана са Градском скупштином, конструисаном 1883. |  | Сегединска катедрала види се са свих страна града, а нарочито леп поглед на њу пружа се са Сегединског моста. Планови за њену изградњу потичу од Фредрика Шулека, а градњу је започео Ернест Ферк 1913. године на месту бивше Цркве Светог Димитрија. Катедрала је завршена 1930. године због прекида радова током Првог светског рата. Висока 54 метра, са кулама високим 91 m, четврта је највећа црква у Мађарској, исте величине као и Црква Светог Марка у Венецији. У цркви се налазе раскошне оргуље са 9.040 дирки, што су треће највеће оргуље у Европи. Унутрашњост цркве је испуњена задивљујућим уметничким делима, а најнеобичнији је мозаик Госпе у крзненој бунди која се налази на таваници велике куполе. |  |
| палата је грађевина изграђена у стилу сецесије у доминантним зеленим и љубичастим нијансама која фасадом подсећа на декорацију акваријума. Нажалост, препуштена зубу времена, зграда више није у свом најбољем издању. |  | Нова синагога се налази на пет минута хода од центра града. Изграђена је 1913. у више стилова (најистакнутија сецесија, стил плаво-златног стакла) по замисли познатог јеврејског архитекте Липота Баумхорна, са обојеним прозорским стаклима у плавим и златним бојама по идејама Имануела Лова, а под изводством Миксе Рота. Најимпресивнији део синагоге је купола која симболизује свет и у чијем се центру налази Давидова звезда. Данас се поред богослужења, синагога због своје изразите акустике и 1300 седећих места често користи и за одржавање концерата класичне музике, као и за традиционални Јеврејски фестивал који се организује сваке јесени.                                                          |  |
| Дугоњићев трг се налази на јужном крају Улице Караш. Главна знаменитост трга је музичка фонтана изграђена за стоту годишњицу поплава у Сегедину. Северном страном трга доминира зграда ректората Универзитета у Сегедину. Зграда ректората изграђена је 1873. у стилу еклектике. Дугоњићев трг краси статуа Андраша Дугоњића који у рукама држи књигу под именом „Етелка”, први роман на мађарском језику. На тргу се налази бронзана статуа Атиле Јожефа по коме се пре звао Универзитет. То је традиционално вашариште града и ту се одржавају многи фестивали.                                                                             |  | Музеј је изграђен 1896. године. Највећи је музеј у Сегедину. Његова стална поставка је богата колекција народних уметнина и традиционалних заната из целе жупаније која броји више од 20.000 предмета. У музеју су изложене и друге изложбе као што су слике познатих мађарских сликара. За музеј је везано и археолошко налазиште старог Сегединског замка изграђеног око 1420, а настрадалог у поплавама 1879. До 1950. године за музеј је била везана и градска библиотека. |  |
| Српска православна црква Светог Николе у Сегедину освећена за преношење моштију Светог Николе подигнута је од 1773. до 1781. године у познобарокном стилу. Црква има јединствени иконостас, који је израђен у рокајном стилу 1761. године. Разне иконе са разне територије света (Црна Мадона из Египта, Богородица из Сирије и Јерменије) и времена су сачувани у овом храму. Најстарија је једна руска икона „Нерукотвореног образа Исуса Христа” (Вероникин убрус) рад је руског мајстора из Рубљовљеве школе са почетка 17. века. У храму још и данас одржавају литургије не само на српском језику, већ и на румунском једанпут месечно. |  | |  |

## Партнерски градови
- Суботица
- Секујени
- Weinan
- Одеса
- Rakhiv
- Пула
- Кембриџ
- Парма
- Дармштат
- Ротердам
- Толидо
- Темишвар
- Ларнака
- Лођ
- Турку
- Варна
- Ница